# 霍伊施特罗伊
霍伊施特罗伊是德国巴伐利亚州的一个市镇。总面积10.56平方公里，总人口1218人，其中男性618人，女性600人（2011年12月31日），人口密度115人/平方公里。